# Mead (Oklahoma)
Mead és un poble dels Estats Units a l'estat d'Oklahoma. Segons el cens del 2000 tenia 123 habitants.

## Demografia
Segons el cens del 2000, Mead tenia 123 habitants, 49 habitatges, i 29 famílies. La densitat de població era de 431,7 habitants per km².
Dels 49 habitatges en un 38,8% hi vivien nens de menys de 18 anys, en un 51% hi vivien parelles casades, en un 6,1% dones solteres, i en un 38,8% no eren unitats familiars. En el 34,7% dels habitatges hi vivien persones soles el 22,4% de les quals corresponia a persones de 65 anys o més que vivien soles. El nombre mitjà de persones vivint en cada habitatge era de 2,51 i el nombre mitjà de persones que vivien en cada família era de 3,4.
Per edats la població es repartia de la següent manera: un 35,8% tenia menys de 18 anys, un 4,9% entre 18 i 24, un 30,1% entre 25 i 44, un 15,4% de 45 a 60 i un 13,8% 65 anys o més.
L'edat mediana era de 30 anys. Per cada 100 dones de 18 o més anys hi havia 92,7 homes.
La renda mediana per habitatge era de 21.071 $ i la renda mediana per família de 23.125 $. Els homes tenien una renda mediana de 29.167 $ mentre que les dones 16.563 $. La renda per capita de la població era de 9.697 $. Entorn del 17,1% de les famílies i el 19,4% de la població estaven per davall del llindar de pobresa.

## Poblacions més properes
El següent diagrama mostra les poblacions més properes.